# Regionalwahlkreis Niederösterreich Mitte
Der Regionalwahlkreis Niederösterreich Mitte (Wahlkreis 3D) ist ein Regionalwahlkreis in Österreich, der bei Wahlen zum Nationalrat für die Vergabe der Mandate im ersten Ermittlungsverfahren gebildet wird. Der Wahlkreis umschließt die politischen Bezirke Lilienfeld, Sankt Pölten-Land, Tulln sowie die Stadt St. Pölten und umfasst damit überwiegend das östliche Mostviertel.
Bei der Nationalratswahl 2019 waren im Regionalwahlkreis Niederösterreich Mitte 240.310 Personen wahlberechtigt, wobei bei der Wahl die Österreichische Volkspartei (ÖVP) mit 39,8 % als stärkste Partei hervorging. Von den sieben zu vergebenden Grundmandaten entfielen zwei Mandate auf die ÖVP und je ein Mandat auf die Sozialdemokratische Partei Österreichs (SPÖ) und die Freiheitliche Partei Österreichs (FPÖ).

## Geschichte
Nach dem Ende des Staates Österreich-Ungarn wurde für das Gebiet von Niederösterreich mit der Wahlordnung 1918 für die Wahl der konstituierenden Nationalversammlung mehrere Wahlkreise geschaffen, wobei das Gebiet des heutigen Wahlkreises Niederösterreich Mitte im Wesentlichen dem östlichen Teil des geschaffenen Wahlkreises Viertel oberm Wienerwald entsprach. Nachdem die Wahlordnung von 1923 von der austrofaschistischen Regierung 1934 außer Kraft gesetzt worden war, wurde die ursprüngliche Einteilung der Wahlkreise nach dem Zweiten Weltkrieg mit dem Verfassungsgesetz vom 19. Oktober 1945 weitgehend wieder eingeführt. In der Folge war der Wahlkreis Viertel oberm Wienerwald mehrmals von Gebietsverschiebungen betroffen, bis durch die Nationalrats-Wahlordnung 1971 eine tiefgreifende Wahlkreisreform erfolgte. Durch die Nationalrats-Wahlordnung 1971 wurde Anzahl der Wahlkreise in Österreich auf nur noch neun reduziert. Für das Bundesland Niederösterreich bestand in der Folge nur noch ein Wahlkreis, der Wahlkreis Niederösterreich (Wahlkreis 3). Mit Inkrafttreten der Nationalrats-Wahlordnung 1992 wurde das österreichische Bundesgebiet schließlich in 43 Regionalwahlkreise unterteilt und somit ein drittes Ermittlungsverfahren eingeführt, wobei die Bezirke Lilienfeld, Sankt Pölten-Land, Tulln und die Stadt St. Pölten zum Wahlkreis Niederösterreich Mitte (Wahlkreis 3D) zusammengefasst wurden. Der Regionalwahlkreis Niederösterreich Mitte erhielt in der Folge 1993 fünf Mandate zugewiesen, wobei die Neuberechnung der Mandatsverteilung im Jahr 2002 (nach den Ergebnissen der Volkszählung 2001) zu keinen Veränderungen führte. Vor der Nationalratswahl 2017 erfolgte wegen der Auflösung des Bezirks Wien-Umgebung eine Neuberechnung der Mandatszuordnung, wodurch der Wahlkreis Niederösterreich Mitte zwei weitere Mandate erhielt.
Seit der Schaffung des Wahlkreises erreichte die SPÖ bei den meisten Nationalratswahlen die relative Mehrheit. Lediglich bei der Nationalratswahl am 24. November 2002 und ab der Nationalratswahl 2017 gelang es der ÖVP die SPÖ zu überholen.

## Wahlergebnisse
| Nationalratswahlen im Regionalwahlkreis Niederösterreich Mitte | Nationalratswahlen im Regionalwahlkreis Niederösterreich Mitte | Nationalratswahlen im Regionalwahlkreis Niederösterreich Mitte | Nationalratswahlen im Regionalwahlkreis Niederösterreich Mitte | Nationalratswahlen im Regionalwahlkreis Niederösterreich Mitte | Nationalratswahlen im Regionalwahlkreis Niederösterreich Mitte | Nationalratswahlen im Regionalwahlkreis Niederösterreich Mitte | Nationalratswahlen im Regionalwahlkreis Niederösterreich Mitte | Nationalratswahlen im Regionalwahlkreis Niederösterreich Mitte | Nationalratswahlen im Regionalwahlkreis Niederösterreich Mitte | Nationalratswahlen im Regionalwahlkreis Niederösterreich Mitte | Nationalratswahlen im Regionalwahlkreis Niederösterreich Mitte |
| Wahltermin                                                     | GM                                                             |                                                                | SPÖ                                                            | ÖVP                                                            | FPÖ                                                            | GRÜNE                                                          | BZÖ                                                            | LIF/NEOS                                                       | FRANK                                                          | PILZ/JETZT                                                     | Sonstige                                                       |
| -------------------------------------------------------------- | -------------------------------------------------------------- | -------------------------------------------------------------- | -------------------------------------------------------------- | -------------------------------------------------------------- | -------------------------------------------------------------- | -------------------------------------------------------------- | -------------------------------------------------------------- | -------------------------------------------------------------- | -------------------------------------------------------------- | -------------------------------------------------------------- | -------------------------------------------------------------- |
| 9. Oktober 1994                                                |                                                                | Stimmenanteile (%)                                             | 36,4                                                           | 31,5                                                           | 18,6                                                           | 6,1                                                            | -                                                              | 5,4                                                            | -                                                              | -                                                              | 1,9                                                            |
| 9. Oktober 1994                                                | 5                                                              | Grundmandate                                                   | 1                                                              | 1                                                              | 0                                                              | 0                                                              | -                                                              | 0                                                              | -                                                              | -                                                              | 0                                                              |
| 17. Dezember 1995                                              |                                                                | Stimmenanteile (%)                                             | 39,5                                                           | 32,6                                                           | 17,3                                                           | 3,9                                                            | -                                                              | 4,9                                                            | -                                                              | -                                                              | 1,8                                                            |
| 17. Dezember 1995                                              | 5                                                              | Grundmandate                                                   | 2                                                              | 1                                                              | 0                                                              | 0                                                              | -                                                              | 0                                                              | -                                                              | -                                                              | 0                                                              |
| 3. Oktober 1999                                                |                                                                | Stimmenanteile (%)                                             | 35,5                                                           | 31,2                                                           | 22,3                                                           | 6,0                                                            | -                                                              | 2,7                                                            | -                                                              | -                                                              | 2,3                                                            |
| 3. Oktober 1999                                                | 5                                                              | Grundmandate                                                   | 1                                                              | 1                                                              | 1                                                              | 0                                                              | -                                                              | 0                                                              | -                                                              | -                                                              | 0                                                              |
| 24. November 2002                                              |                                                                | Stimmenanteile (%)                                             | 38,5                                                           | 45,9                                                           | 6,9                                                            | 7,3                                                            | -                                                              | 0,9                                                            | -                                                              | -                                                              | 0,5                                                            |
| 24. November 2002                                              | 5                                                              | Grundmandate                                                   | 2                                                              | 2                                                              | 0                                                              | 0                                                              | -                                                              | 0                                                              | -                                                              | -                                                              | 0                                                              |
| 1. Oktober 2006                                                |                                                                | Stimmenanteile (%)                                             | 37,5                                                           | 37,3                                                           | 9,9                                                            | 9,1                                                            | 2,2                                                            | -                                                              | -                                                              | -                                                              | 4,0                                                            |
| 1. Oktober 2006                                                | 5                                                              | Grundmandate                                                   | 2                                                              | 2                                                              | 0                                                              | 0                                                              | 0                                                              | -                                                              | -                                                              | -                                                              | 0                                                              |
| 28. September 2008                                             |                                                                | Stimmenanteile (%)                                             | 31,4                                                           | 31,0                                                           | 18,1                                                           | 8,2                                                            | 6,4                                                            | 1,7                                                            | -                                                              | -                                                              | 3,2                                                            |
| 28. September 2008                                             | 5                                                              | Grundmandate                                                   | 1                                                              | 1                                                              | 0                                                              | 0                                                              | 0                                                              | 0                                                              | -                                                              | -                                                              | 0                                                              |
| 29. September 2013                                             |                                                                | Stimmenanteile (%)                                             | 29,3                                                           | 29,0                                                           | 18,3                                                           | 10,2                                                           | 2,7                                                            | 4,3                                                            | 4,7                                                            | -                                                              | 1,6                                                            |
| 29. September 2013                                             | 5                                                              | Grundmandate                                                   | 1                                                              | 1                                                              | 1                                                              | 0                                                              | 0                                                              | 0                                                              | 0                                                              | -                                                              | 0                                                              |
| 15. Oktober 2017                                               |                                                                | Stimmenanteile (%)                                             | 25,9                                                           | 33,8                                                           | 24,2                                                           | 3,4                                                            | -                                                              | 5,5                                                            | -                                                              | 5,0                                                            | 2,3                                                            |
| 15. Oktober 2017                                               | 7                                                              | Grundmandate                                                   | 1                                                              | 2                                                              | 1                                                              | 0                                                              | -                                                              | 0                                                              | -                                                              | 0                                                              | 0                                                              |
| 29. September 2019                                             |                                                                | Stimmenanteile (%)                                             | 20,2                                                           | 39,8                                                           | 15,1                                                           | 13,4                                                           | -                                                              | 8,6                                                            | -                                                              | 1,9                                                            | 1,1                                                            |
| 29. September 2019                                             | 7                                                              | Grundmandate                                                   | 1                                                              | 2                                                              | 1                                                              | 0                                                              | -                                                              | 0                                                              | -                                                              | 0                                                              | 0                                                              |
| 29. September 2024                                             |                                                                | Stimmenanteile (%)                                             | 20,7                                                           | 28,6                                                           | 26,7                                                           | 8,5                                                            | -                                                              | 9,4                                                            | -                                                              | -                                                              | 6,0                                                            |
| 29. September 2024                                             | 7                                                              | Grundmandate                                                   | 1                                                              | 1                                                              | 1                                                              | 0                                                              | -                                                              | 0                                                              | -                                                              | -                                                              | 0                                                              |